# Кимура, Сё
Сё Кимура (род. 24 ноября 1988) — японский боксёр-профессионал выступающий в наилегчайшей весовой категории. Чемпион мира по версии WBO (27 июля 2017 — 24 сентября 2018).

## Карьера
Кимура дебютировал на профессиональном ринге 22 апреля 2013 года проиграв нокаутом Сёсукэ Одзи. 23 ноября 2016 года в бою с Масахиро Сакамото выиграл титул чемпион Азии и Тихоокеанских стран в наилегчайшем весе по версии.
28 июля 2017 года техническим нокаутом победил китайского боксёра Шимином Цзоу и выиграл у него титул чемпиона мира в наилегчайшей весовой категории по версии WBO. 31 декабря 2017 года провёл первую защиту чемпионского титула победив техническим нокаутом своего соотечественника Тосиюки Игараси. 27 июля 2018 года успешно провёл 2-ю защиту титула, нокаутировав филиппинца Фройлана Салудара. 24 сентября 2018 года потерпел второе поражение в профессиональной карьере проиграв решением большинства судей Косэю Танаке и утратил титул чемпиона мира по версии WBO.